# Старий Любар
Старий Лю́бар — село в Україні, у Любарській селищній територіальній громаді Житомирського району Житомирської області. Населення становить 1 658 осіб (2001).

## Географія
Селом протікає річка Случ.

## Історія
1923 року виділене у окреме поселення, доти існувало як сільська частина містечка Любар.
У 1923—63 роках — адміністративний центр Старолюбарської сільської ради Любарського та Дзержинського районів.

## Населення

### Мова
Розподіл населення за рідною мовою за даними перепису 2001 року:
| Мова       | Кількість | Відсоток |
| ---------- | --------- | -------- |
| українська | 1620      | 97.71%   |
| російська  | 34        | 2.05%    |
| єврейська  | 3         | 0.18%    |
| румунська  | 1         | 0.06%    |
| Усього     | 1658      | 100%     |

## Відомі люди
- Трінус Федір Петрович — український фармаколог.